# Neel Jani
Neel Jani (Rorschach, 8 dicembre 1983) è un pilota automobilistico svizzero, vincitore della 24 Ore di Le Mans 2016 con la Porsche 919 Hybrid e nello stesso anno si è laureato Campione del Mondo endurance, mentre nel 2022 ha vinto la 12 Ore di Sebring con la Cadillac DPi-V.R.
In monoposto ha vinto la stagione 2007 della A1 Grand Prix rappresentando la Svizzera.

## Carriera

### Inizi in Monoposto
Dopo aver ricevuto il primo kart a sei anni, ha vinto nel 2000 il campionato svizzero Formula Arcobaleno. Ha poi esordito nella Formula Renault in Francia proseguendo nelle varie categorie: Formula Renault 2000 in Italia, Formula Renault Europa, Formula Renault V6 (2º nel 2003). Nel 2005 ha partecipato al campionato iniziale della serie cadetta GP2 (erede della Formula 3000) cogliendo due vittorie ed arrivando 7º nella classifica finale. Alla fine della stagione ha iniziato la partecipazione alla prima edizione della neonata serie per squadre nazionali A1 Grand Prix gareggiando per la Svizzera.
È salito al volante di una Formula 1 per dei test con la Sauber nel 2003 e nel 2004, e per la Red Bull nel 2005. Nella stagione 2006 è stato terzo pilota per la Toro Rosso dopo essere stato considerato per lo stesso ruolo in Red Bull. Nel 2007 si è trasferito nella serie Champ Car basata negli Stati Uniti con la scuderia PKV Racing, sempre sponsorizzata dal marchio Red Bull. È giunto nono in classifica piloti, con due secondi posti come miglior risultato. Sempre nello stesso anno ha partecipato al campionato per nazioni A1 Grand Prix, vincendo il mondiale con la squadra svizzera.

### Endurance: La vittoria a Le Mans
Nel 2012 si unisce al team Rebellion Racing per competere nel nuovo Campionato del mondo endurance nella classe regina con la Lola B12/60 motorizzata Toyota. Inoltre, ha corso la seconda metà della stagione del Campionato mondiale FIA GT1 guidando la Ford GT.
Due anni dopo passa al team ufficiale della Porsche portando in pista 919 Hybrid. Ottiene la vittoria nella 6 Ore di San Paolo ed chiude terzo in classifica generale. L'anno seguente ottiene cinque secondi posti e la vittoria nella 6 Ore del Bahrain chiudendo ancora una volta al terzo posto in classifica. Il 19 giugno 2016 vince, insieme a Romain Dumas e Marc Lieb la 24 Ore di Le Mans al volante della 919 Hybrid, dopo che la Toyota TS050 Hybrid guidata da Kazuki Nakajima si è fermata al ultimo giro. Durante la stagione 2016 del WEC ottiene anche la vittoria della 6 Ore di Silverstone e diventa campione del Mondo Endurance con i suoi due compagni di team.
Nel 2017 rimane legato alla Porsche per un altro anno, ma non riesce a ottenere nessuna vittoria e l'anno seguente ritorna al team Rebellion Racing. Dopo la stagione con il team svizzero decide di lasciare il WEC per concentrarsi sulla Formula E.

### Formula E
Dalla stagione 2017-2018 partecipa al campionato di Formula E in seno alla Dragon Racing, affiancando Jérôme d'Ambrosio. Ma dopo i primi due eventi a Hong Kong decide di lasciare in modo brusco il team, concentrandosi sul WEC con la Rebellion Racing. Nel 2019 il pilota svizzero torna nella serie elettrica correndo per la Porsche Formula E Team. La stagione si dimostra molto complicata, il pilota riesce ad ottenere i punti solo nel penultimo appuntamento, l'E-Prix di Berlino dove chiude sesto. Per la stagione seguente viene sostituito da Pascal Wehrlein.

### Ritorno nel Endurance
Lascia la Formula E per il 2021 ritorna nel Campionato del mondo endurance correndo però nella classe GTE Pro e non con i prototipi. Il pilota svizzero in coppia con Kévin Estre ottiene tre vittorie e chiude secondo in classifica dietro la Ferrari di James Calado e Alessandro Pier Guidi. Nel 2022 prende parte alla 12 Ore di Sebring correndo con il prototipo della Cadillac, la  DPi-V.R. In coppia con Earl Bamber e Alex Lynn ottiene la vittoria assoluta.
Nel inverno del 2023 corre l'Asian Le Mans Series in coppia con l'ex pilota di Formula 1, Nikita Mazepin. Nel resto del anno prende parte alla European Le Mans Series con il Duqueine Team. Jani nel giugno annuncia che esordirà alla 6 Ore di Monza con il prototipo Porsche 963 del team Proton Competition insieme a Gimmi Bruni e Harry Tincknell. Inoltre, nel 2023 viene scelto dal futuro team di Formula 1 dell'Audi come pilota al simulatore e collaudatore.
Nel 2025 prenderà parte alla 24 Ore di Daytona con la Porsche 963 di Proton Competition. 

## Risultati

### GP2
| Stagione | Squadra             | 1         | 2          | 3         | 4         | 5           | 6         | 7          | 8         | 9         | 10         | 11          | 12          | 13         | 14        | 15        | 16          | 17          | 18        | 19        | 20         | 21         | 22         | 23         | Punti | Pos |
| -------- | ------------------- | --------- | ---------- | --------- | --------- | ----------- | --------- | ---------- | --------- | --------- | ---------- | ----------- | ----------- | ---------- | --------- | --------- | ----------- | ----------- | --------- | --------- | ---------- | ---------- | ---------- | ---------- | ----- | --- |
| 2005     | Racing Engineering  | IMO FEA 6 | IMO SPR 15 | CAT FEA 4 | CAT SPR 5 | MON FEA Rit | NÜR FEA 6 | NÜR SPR 13 | MAG FEA 5 | MAG SPR 4 | SIL FEA 5  | SIL SPR 6   | HOC FEA Rit | HOC SPR 22 | HUN FEA 1 | HUN SPR 4 | IST FEA Rit | IST SPR Rit | MNZ FEA 7 | MNZ SPR 1 | SPA FEA 16 | SPA SPR 18 | BHR FEA 16 | BHR SPR 13 | 48    | 7º  |
| 2006     | Arden International | VAL FEA   | VAL SPR    | IMO FEA   | IMO SPR   | NÜR FEA     | NÜR SPR   | CAT FEA    | CAT SPR   | MON FEA   | SIL FEA NC | SIL SPR Rit | MAG FEA 11  | MAG SPR 7  | HOC FEA   | HOC SPR   | HUN FEA     | HUN SPR     | IST FEA   | IST SPR   | MNZ FEA    | MNZ SPR    |            |            | 0     | 25º |

### A1 GP
| Stagione | Squadra  | 1         | 2           | 3         | 4         | 5         | 6           | 7         | 8         | 9           | 10         | 11         | 12          | 13        | 14        | 15        | 16         | 17        | 18        | 19        | 20        | 21      | 22      | Punti | Pos |
| -------- | -------- | --------- | ----------- | --------- | --------- | --------- | ----------- | --------- | --------- | ----------- | ---------- | ---------- | ----------- | --------- | --------- | --------- | ---------- | --------- | --------- | --------- | --------- | ------- | ------- | ----- | --- |
| 2005–06  | Svizzera | GBR SPR 9 | GBR FEA Rit | GER SPR 2 | GER FEA 5 | POR SPR 3 | POR FEA 2   | AUS SPR 6 | AUS FEA 3 | MYS SPR 2   | MYS FEA 2  | UAE SPR 1  | UAE FEA Rit | RSA SPR 3 | RSA FEA 2 | IDN SPR 5 | IDN FEA 5  | MEX SPR 2 | MEX FEA 3 | USA SPR   | USA FEA   | CHN SPR | CHN FEA | 121   | 2º  |
| 2006–07  | Svizzera | NED SPR   | NED FEA     | CZE SPR   | CZE FEA   | BEI SPR 9 | BEI FEA Rit | MYS SPR 1 | MYS FEA 4 | IDN SPR 10  | IDN FEA 8  | NZL SPR    | NZL FEA     | AUS SPR   | AUS FEA   | RSA SPR 5 | RSA FEA 4  | MEX SPR   | MEX FEA   | SHA SPR   | SHA FEA   | GBR SPR | GBR SPR | 50    | 8°  |
| 2007–08  | Svizzera | NED SPR 5 | NED FEA 3   | CZE SPR 8 | CZE FEA 3 | MYS SPR 1 | MYS FEA 1   | ZHU SPR 2 | ZHU FEA 6 | NZL SPR Rit | NZL FEA 13 | AUS SPR 10 | AUS FEA 2   | RSA SPR 3 | RSA FEA 1 | MEX SPR 3 | MEX FEA 19 | SHA SPR 1 | SHA FEA 5 | GBR SPR 4 | GBR SPR 3 |         |         | 168   | 1º  |
| 2008–09  | Svizzera | NED SPR 5 | NED FEA Rit | CHN SPR 4 | CHN FEA 4 | MYS SPR 1 | MYS FEA Rit | NZL SPR 2 | NZL FEA 1 | RSA SPR 3   | RSA FEA 1  | POR SPR 15 | POR FEA 1   | GBR SPR 8 | GBR SPR 3 |           |            |           |           |           |           |         |         | 95    | 2º  |

### Formula 1
| 2006 | Scuderia   | Vettura |    |    |    |    |    |    |    |    |    |    |    |    |    |    |    |    |    |    |  | Punti | Pos. |
| ---- | ---------- | ------- | -- | -- | -- | -- | -- | -- | -- | -- | -- | -- | -- | -- | -- | -- | -- | -- | -- | -- |  | ----- | ---- |
| 2006 | Toro Rosso | STR1    | TP | TP | TP | TP | TP | TP | TP | TP | TP | TP | TP | TP | TP | TP | TP | TP | TP | TP |  | –     |      |

| Legenda | 1º posto     | 2º posto | 3º posto    | A punti         | Senza punti/Non class.  | Grassetto – Pole position Corsivo – Giro più veloce |
| Legenda | Squalificato | Ritirato | Non partito | Non qualificato | Solo prove/Terzo pilota | Grassetto – Pole position Corsivo – Giro più veloce |

### Champ Car
| Stagione | Squadra    | 1       | 2     | 3       | 4      | 5     | 6     | 7     | 8     | 9     | 10     | 11    | 12    | 13    | 14    | Punti | Pos. |
| -------- | ---------- | ------- | ----- | ------- | ------ | ----- | ----- | ----- | ----- | ----- | ------ | ----- | ----- | ----- | ----- | ----- | ---- |
| 2007     | PKV Racing | LVG Rit | LBH 7 | HOU Rit | POR 12 | CLE 3 | MTT 6 | TOR 2 | EDM 9 | SJO 2 | ROA 10 | ZOL 8 | ASN 5 | SRF 8 | MXC 9 | 231   | 9°   |

### 24 Ore di Le Mans
| Anno | Squadra                             | Squadra                          | Vettura                  | Classe   | Giri | Pos. Assol. | Pos. di Classe |
| ---- | ----------------------------------- | -------------------------------- | ------------------------ | -------- | ---- | ----------- | -------------- |
| 2009 | Speedy Racing Team Sebah Automotive | Andrea Belicchi Nicolas Prost    | Lola B08/60-Aston Martin | LMP1     | 342  | 14°         | 12°            |
| 2010 | Rebellion Racing                    | Nicolas Prost Marco Andretti     | Lola B10/60-Rebellion    | LMP1     | 175  | DNF         | DNF            |
| 2011 | Rebellion Racing                    | Nicolas Prost Jeroen Bleekemolen | Lola B10/60-Toyota       | LMP1     | 338  | 6°          | 6°             |
| 2012 | Rebellion Racing                    | Nicolas Prost Nick Heidfeld      | Lola B12/60-Toyota       | LMP1     | 367  | 4°          | 4°             |
| 2013 | Rebellion Racing                    | Nicolas Prost Nick Heidfeld      | Lola B12/60-Toyota       | LMP1     | 275  | 39°         | 7°             |
| 2014 | Porsche Team                        | Marc Lieb Romain Dumas           | Porsche 919 Hybrid       | LMP1-H   | 348  | 11°         | 4°             |
| 2015 | Porsche Team                        | Marc Lieb Romain Dumas           | Porsche 919 Hybrid       | LMP1     | 391  | 5°          | 5°             |
| 2016 | Porsche Team                        | Romain Dumas Marc Lieb           | Porsche 919 Hybrid       | LMP1     | 384  | 1°          | 1°             |
| 2017 | Porsche LMP Team                    | Nick Tandy André Lotterer        | Porsche 919 Hybrid       | LMP1     | 318  | DNF         | DNF            |
| 2018 | Rebellion Racing                    | André Lotterer Bruno Senna       | Rebellion R13-Gibson     | LMP1     | 375  | 4°          | 4°             |
| 2019 | Rebellion Racing                    | André Lotterer Bruno Senna       | Rebellion R13-Gibson     | LMP1     | 376  | 4°          | 4°             |
| 2021 | Porsche GT Team                     | Kévin Estre Michael Christensen  | Porsche 911 RSR-19       | GTE Pro  | 344  | 22°         | 3°             |
| 2023 | Duqueine Team                       | René Binder Nico Pino            | Oreca 07-Gibson          | LMP2     | 327  | 11°         | 3°             |
| 2024 | Proton Competition                  | Julien Andlauer Harry Tincknell  | Porsche 963              | Hypercar | 251  | Rit         | Rit            |
| 2025 | Proton Competition                  | Nico Pino Nicolás Varrone        | Porsche 963              | Hypercar | 383  | 13°         | 13°            |

### 24 Ore di Daytona
| Anno | Team               | Co-piloti                                       | Auto        | Classe | Giri | Pos. | Class Pos. |
| ---- | ------------------ | ----------------------------------------------- | ----------- | ------ | ---- | ---- | ---------- |
| 2017 | Rebellion Racing   | Sébastien Buemi Nick Heidfeld Stéphane Sarrazin | Oreca 07    | P      | 609  | 31°  | 8°         |
| 2024 | Proton Competition | Gianmaria Bruni Romain Dumas Alessio Picariello | Porsche 963 | GTD    | 791  | 5°   | 5°         |

### Risultati ELMS
| Anno    | Squadra          | Classe | Vettura     | LEC | SPA | ALG | HUG | SIL |     | Punti | Pos. |
| ------- | ---------------- | ------ | ----------- | --- | --- | --- | --- | --- | --- | ----- | ---- |
| 2010    | Rebellion Racing | LMP1   | Lola B10/60 | 7   | Rit | 2   | 2   | 5   |     | 52    | 7°   |
| Anno    | Squadra          | Classe | Vettura     | LEC | SPA | IMO | SIL | EST |     | Punti | Pos. |
| 2011    | Rebellion Racing | LMP1   | Lola B10/60 | 3   | 7   | 6   | Rit | 3   |     | 37    | 3°   |
| Anno    | Squadra          | Classe | Vettura     | BAR | LEC | ARA | SPA | POR | ALG | Punti | Pos. |
| 2023    | Duqueine Team    | LMP2   | Oreca 07    | 1   | 2   | 5   | 6   | 5   | 5   | 79    | 4°   |
| Legenda |                  |        |             |     |     |     |     |     |     |       |      |

* Stagione in corso.

### Risultati nel WEC
| Anno    | Squadra            | Classe    | Vettura            | SEB | SPA | LMS | SIL | SÃO | BHR | FUJ | SHA |     | Punti | Pos. |
| ------- | ------------------ | --------- | ------------------ | --- | --- | --- | --- | --- | --- | --- | --- | --- | ----- | ---- |
| 2012    | Rebellion Racing   | LMP1      | Lola B12/60-Toyota | 17  | 4   | 3   | 6   | 4   | 4   | 4   | Rit |     | 86,5  | 4°   |
| Anno    | Squadra            | Classe    | Vettura            | SIL | SPA | LMS | SÃO | COA | FUJ | SHA | BHR |     | Punti | Pos. |
| 2013    | Rebellion Racing   | LMP1      | Lola B12/60-Toyota | 5   | 5   | 25  |     |     |     |     |     |     | 21    | 16°  |
| Anno    | Squadra            | Classe    | Vettura            | SIL | SPA | LMS | COA | FUJ | SHA | BHR | SÃO |     | Punti | Pos. |
| 2014    | Porsche Team       | LMP1-H    | Porsche 919 Hybrid | Rit | 4   | 5   | 4   | 4   | 3   | 2   | 1   |     | 117   | 3°   |
| Anno    | Squadra            | Classe    | Vettura            | SIL | SPA | LMS | NÜR | COA | FUJ | SHA | BHR |     | Punti | Pos. |
| 2015    | Porsche Team       | LMP1      | Porsche 919 Hybrid | 2   | 2   | 5   | 2   | 12  | 2   | 2   | 1   |     | 138.5 | 3°   |
| Anno    | Squadra            | Classe    | Vettura            | SIL | SPA | LMS | NÜR | MEX | COA | FUJ | SHA | BHR | Punti | Pos. |
| 2016    | Porsche Team       | LMP1      | Porsche 919 Hybrid | 1   | 2   | 1   | 4   | 4   | 4   | 5   | 4   | 6   | 160   | 1°   |
| Anno    | Squadra            | Classe    | Vettura            | SIL | SPA | LMS | NÜR | MEX | COA | FUJ | SHA | BHR | Punti | Pos. |
| 2017    | Porsche Team       | LMP1      | Porsche 919 Hybrid | 3   | 4   | Rit | 2   | 2   | 2   | 3   | 3   | 3   | 129   | 4°   |
| Anno    | Squadra            | Classe    | Vettura            | SPA | LMS | SIL | FUJ | SHA | SEB | SPA | LMS |     | Punti | Pos. |
| 2018-19 | Rebellion Racing   | LMP1      | Rebellion R13      | DSQ | 4   | 2   | 3   | 4   | Rit | 5   | 4   |     | 91    | 5°   |
| Anno    | Squadra            | Classe    | Vettura            | SPA | ALG | MON | LMS | BHR | BHR |     |     |     | Punti | Pos. |
| 2021    | Porsche Team       | LMGTE Pro | Porsche 911 RSR-19 | 1   | 3   | 1   | 2   | 1   | 2   |     |     |     | 166   | 2°   |
| Anno    | Squadra            | Classe    | Vettura            | SEB | ALG | SPA | LMS | MON | FUJ | BHR |     |     | Punti | Pos. |
| 2023    | Proton Competition | Hypercar  | Porsche 963        |     |     |     |     | Rit | 9   | 10  |     |     | 4     | 20°  |
| Anno    | Squadra            | Classe    | Vettura            | QAT | IMO | SPA | LMS | SÃO | COA | FUJ | BHR |     | Punti | Pos. |
| 2024    | Proton Competition | Hypercar  | Porsche 963        | 9   | NC  | 5   | Rit | 15  | 11  | 11  | 12  |     | 13    | 24°  |
| Anno    | Squadra            | Classe    | Vettura            | QAT | IMO | SPA | LMS | SÃO | COA | FUJ | BHR |     | Punti | Pos. |
| 2025    | Proton Competition | Hypercar  | Porsche 963        | 15  | 14  | Rit | 12  | 10  |     |     |     |     | 1*    |      |
| Legenda |                    |           |                    |     |     |     |     |     |     |     |     |     |       |      |

* Stagione in corso.

### Risultati in Formula E
| Stagione | Squadra                | Vettura                    | 1      | 2      | 3       | 4      | 5      | 6      | 7      | 8       | 9      | 10    | 11     | 12  | Punti | Pos |
| -------- | ---------------------- | -------------------------- | ------ | ------ | ------- | ------ | ------ | ------ | ------ | ------- | ------ | ----- | ------ | --- | ----- | --- |
| 2017-18  | Dragon Racing          | Spark-Penske EV-2          | HKG 18 | HKG 18 | MAR     | SAN    | MEX    | PDE    | ROM    | PAR     | BER    | ZUR   | NYC    | NYC | 0     | 25º |
| 2019-20  | Porsche Formula E Team | Spark-Porsche 99x electric | DIR 17 | DIR 13 | SAN Rit | MEX 14 | MAR 18 | BER 11 | BER 15 | BER Rit | BER 19 | BER 6 | BER 15 |     | 8     | 20º |

| Legenda | 1º posto                | 2º posto        | 3º posto            | A punti      | Senza punti | Grassetto=Pole position Corsivo=Giro più veloce |
| Legenda | Solo prove/Terzo pilota | Non qualificato | Ritirato/Non class. | Squalificato | Non partito | Grassetto=Pole position Corsivo=Giro più veloce |

- G: Pilota col giro più veloce nel gruppo di qualifica.
- *: Fanboost